# All the Best!
Ne pas confondre avec la compilation de Tina Turner All the Best.
Albums de Paul McCartney
Press to Play
(1986) Снова в СССР
(1988)
Albums par Wings
Back to the Egg
(1979) Wingspan: Hits and History
(2001)
All The Best! est une compilation de chansons solos de Paul McCartney, ainsi que des chansons des Wings, parue en 1987.

## Description
Il s'agit de la deuxième compilation de l'artiste, après Wings Greatest en 1978. Elle sort à une période où McCartney réduit son activité de compositeur, en partie déstabilisé par l'échec critique de son album précédent, Press to Play.
McCartney fait donc le choix de publier un album de valeurs sûres, avec des chansons qui se sont toutes classées dans le top 10 britannique, ainsi qu'un inédit, Once Upon a Long Ago, qui sort peu après en single. Aux États-Unis, l'ordre des chansons est modifiée et, afin d'être plus adapté au marché, quatre chansons sont remplacées par d'autres.
L'album est bien reçu par la critique qui y reconnaît le meilleur de ce qu'a fait l'ex-Beatle depuis la séparation du groupe. Au Royaume-Uni, il atteint la deuxième place des charts et devient disque de platine en seulement 3 jours (triple disque de platine en 3 mois). Sa 62e place de l'autre côté de l'Atlantique est toute relative dans la mesure où l'album devient tout de même double disque de platine.

## Liste des chansons
L'astérisque dénote une chanson qui est absente d'une ou l'autre des versions.

### Version U.K.
1. Jet – 4:08
2. Band on the Run – 5:11
3. Coming Up – 3:51
4. Ebony and Ivory – 3:41
5. Listen to What the Man Said – 3:55
6. No More Lonely Nights – 4:38
7. Silly Love Songs – 5:54
8. Let 'Em In – 5:09
9. C Moon – 4:33
10. Pipes of Peace – 3:24 *
11. Live And Let Die – 3:11
12. Another Day – 3:41
13. Once Upon a Long Ago – 4:09 *
14. Say Say Say – 3:55
15. My Love – 4:08
16. We All Stand Together – 4:23 *
17. Mull of Kintyre – 4:44 *

### Version U.S.
1. Band on the Run – 5:11
2. Jet – 4:08
3. Ebony and Ivory – 3:41
4. Listen to What the Man Said – 3:55
5. No More Lonely Nights – 4:38
6. Silly Love Songs – 5:54
7. Let 'Em In – 5:09
8. Say Say Say – 3:55
9. Live And Let Die – 3:11
10. Another Day – 3:41
11. C Moon – 4:33
12. Junior's Farm – 4:21 *
13. Uncle Albert/Admiral Halsey – 4:39 *
14. Coming Up – 3:29
15. Goodnight Tonight – 4:19 *
16. With a Little Luck – 5:45 *
17. My Love – 4:08